# Anton Gietl

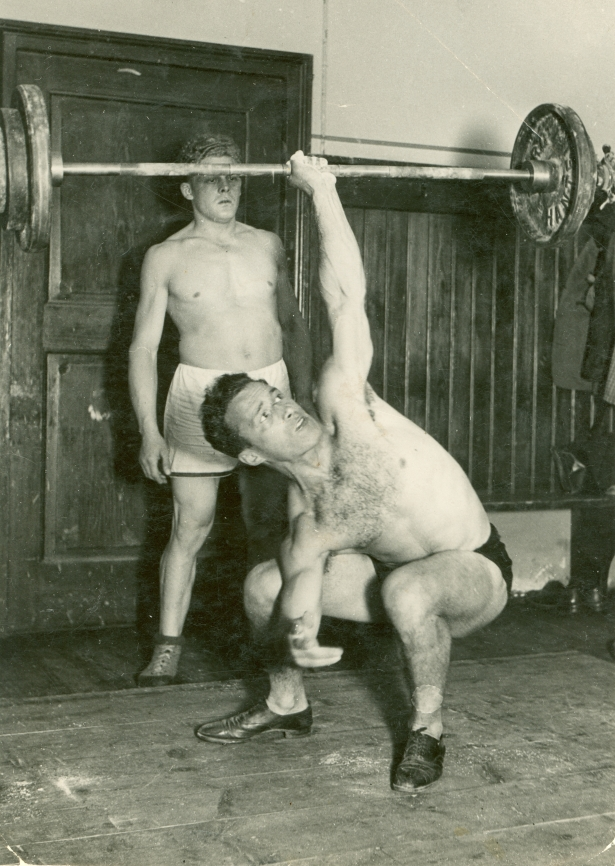
Anton Gietl bei seiner Paradedisziplin 'Einarmig Reißen Links' (1930)

Anton Gietl (* 30. Dezember 1908 in München; † 17. Februar 1991 ebenda) war ein deutscher Gewichtheber. Er gewann u. a. bei der Weltmeisterschaft 1937 in Paris eine Bronzemedaille im Halbschwergewicht und war bis zur Einstellung der Disziplin ungebrochener Weltrekordinhaber im einarmigen Reißen links.

## Leben
Anton Gietl wuchs in München auf und begann 1924 beim TSV 1860 München mit dem Gewichtheben. Er war ein sehr kräftiger Sportler, der seine Stärke im einarmigen Reißen und im beidarmigen Drücken hatte. Anton Gietl war Kriminaloberamtmann in München.
Im Jahre 1929 startete er erstmals bei deutschen Meisterschaften. In Villingen belegte er dabei den 5. Platz im Fünfkampf mit 480 kg. Bei dieser Gelegenheit stellte er im einarmigen Reißen links mit 87,5 kg seinen ersten Weltrekord auf. Im Jahre 1931 wurde er im Halbschwergewicht mit 332,5 kg im olympischen Dreikampf im Halbschwergewicht deutscher Vizemeister hinter Karl Bierwirth aus Essen, der ebenfalls 332,5 kg erzielte, aber etwas leichter war als Anton Gietl. 1931 wurde er auch bei der Europameisterschaft in Luxemburg eingesetzt und erreichte dort mit 330 kg den 6. Platz.
In den folgenden Jahren erreichte Anton Gietl stets gute Platzierungen bei den deutschen Meisterschaften, verfehlte aber immer knapp Einsätze bei internationalen Meisterschaften. 1933 und 1934 belegte er bei den deutschen Meisterschaften mit 480 kg bzw. 512,5 kg im Fünfkampf den jeweils den 3. Platz im Halbschwergewicht. Am 24. Juni 1933 stellte er bei einer Veranstaltung in Freising im einarmigen Reißen links mit 90 kg seinen zweiten Weltrekord auf.
1936 erreichte er bei der deutschen Meisterschaft in Essen im Halbschwergewicht mit 357,5 kg im olympischen Dreikampf hinter Eugen Deutsch aus Augsburg den 2. Platz. Damit wäre er eigentlich für die Olympischen Spiele in Berlin qualifiziert gewesen. Man zog ihm dann allerdings den Trierer Helmut Opschruf für den Start bei den Olympischen Spielen vor.
Trotz dieser Enttäuschung resignierte Anton Gietl nicht und wurde 1937 im Halbschwergewicht mit 360 kg im olympischen Dreikampf endlich deutscher Meister. Er wurde daraufhin auch bei der Weltmeisterschaft in Paris eingesetzt und gewann dort mit 365 kg (112,5 – 107,5 – 145) kg die Bronzemedaille.
1938 erzielte Anton Gietl beim Endkampf um die deutsche Mannschafts-Meisterschaft gegen den ASV Essen 1888 im Halbschwergewicht 362,5 kg (110 – 110 – 142,5). Bei den sog. NS-Kampfspielen 1938 in Nürnberg kam er mit 350 kg hinter Weltmeister Fritz Haller, Wien, 365 kg und Theodor Heitzmann, Wien, 352,5 kg auf den 3. Rang. Schließlich vertrat Anton Gietl 1938 Deutschland bei zwei Länderkämpfen in den Vereinigten Staaten. Er verlor dort im Halbschwergewicht in Baltimore gegen Stanley Kratkowski mit 357,5 : 367,5 kg und in New York mit 340 : 347,5 kg.
1939 brachte sich Anton Gietl für den Endkampf um die deutsche Mannschafts-Meisterschaft gegen ASV Essen 1888 und die SpVgg Freising noch einmal in eine hervorragende Form und erzielte mit 370 kg (112,5 – 110 – 147,5) im Halbschwergewicht eine persönliche Bestleistung im olympischen Dreikampf.
1940 wurde er noch einmal deutscher Vizemeister im Halbschwergewicht mit 352,5 kg und erzielte 1941 in einem Städtevergleich zwischen München und Wien im Halbschwergewicht 357,5 kg, womit er klarer Sieger über Hans von Szabados blieb, der 337,5 kg erzielte.
Nach dem Zweiten Weltkrieg startete er noch einmal bei der deutschen Meisterschaft 1949 in Regensburg und erzielte als 40-Jähriger 330 kg, womit er hinter Ernst Köhler aus Weinheim, der 347,5 kg erzielte, den 2. Platz belegte.

## Internationale Erfolge
(WM = Weltmeisterschaft, EM = Europameisterschaft, FK = Fünfkampf, OD = olympischer Dreikampf, Hs = Halbschwergewicht, damals bis 82,5 kg Körpergewicht)
- 1931, 6. Platz, EM in Luxemburg, OD, Hs, mit 330 kg, hinter Hussein Moukhtar, Ägypten, 357,5 kg, Nikolaus Scheitler, Luxemburg, 350 kg, Svend Olsen, Dänemark, 342,5 kg, Franz Hirn, Österreich, 342,5 kg u. Karl Bierwirth, Deutschland, 332,5 kg;
- 1937, 3. Platz, WM in Paris, OD, Hs, mit 365 kg (112,5 – 107,5 – 145), hinter Fritz Haller (Gewichtheber), Österreich, 375 kg u. Louis Hostin, Frankreich, 372,5 kg

## Deutsche Meisterschaften
- 1929, 5. Platz, FK, Hs, mit 480 kg, hinter Jakob Vogt, Ochtenburg, 507,5 kg, Karl Bierwirth, Essen, 500 kg, Karl Fahrnbach, Oggersheim, 482,5 kg u. Kampe, Dortmund, 480 kg;
- 1931, 2. Platz, OD, Hs, mit 332,5 kg, hinter Karl Bierwith, 332,5 kg u. vor Richard Leopold, Erfurt, 315 kg;
- 1933, 3. Platz, FK, Hs, mit 480 kg, hinter Richard Leopold, 495 kg u. Karl Bierwirth, 490 kg;
- 1934, 3. Platz, FK, Hs, mit 512,5 kg, hinter Eugen Deutsch, Augsburg, 542,5 kg u. Richard Leopold, 525 kg;
- 1936, 2. Platz, OD, Hs, mit 357,5 kg, hinter Eugen Deutsch, 362,5 kg u. vor Karl Bierwirth, 352,5 kg;
- 1937, 1. Platz, OD, Hs, mit 360 kg, vor Richard Leopold, 347,5 kg u. Karl Bierwirth, 347,5 kg;
- 1940, 2. Platz, OD, Hs, mit 352,5 kg, hinter Fritz Haller (Gewichtheber), Wien, 357,5 kg u. vor Hans von Szabados, Wien, 345 kg;
- 1949, 2. Platz, OD, Hs, mit 330 kg, hinter Ernst Köhler, Weinheim, 347,5 kg u. vor Erwin Tratz, Nürnberg, 312,5 kg

Mit seiner Mannschaft, dem TSV 1860 München, wurde er außerdem in den Jahren 1929, 1931, 1932, 1933, 1934, 1937 und 1950 deutscher Mannschaftsmeister.

## Länderkämpfe
- 1937 in Wien, Österreich gegen Deutschland, OD, Hs, 357,5 kg (110 – 107,5 – 140) gegen Fritz Haller, 370 kg,
- 1937 in München, Deutschland gegen Österreich, OD, Hs, 355 kg (110 – 105 – 140) gegen Fritz Haller, 355 kg,
- 1938 in Baltimore, USA gegen Deutschland, OD, Hs, 357,5 kg (110 – 105 – 142.5) gegen Stanley Kratkowski, 367,5 kg,
- 1938 in New York, USA gegen Deutschland, OD, Hs, 340 kg (107,5 – 100 – 132,5) gegen Stanley Kratkowski, 347,5 kg

## Weltrekorde
- 1929 in Villingen, Hs, mit 87,5 kg im einarmigen Reißen links,
- 1933 in Freising, Hs, mit 90 kg im einarmigen Reißen links